# Frederick A. Sawyer

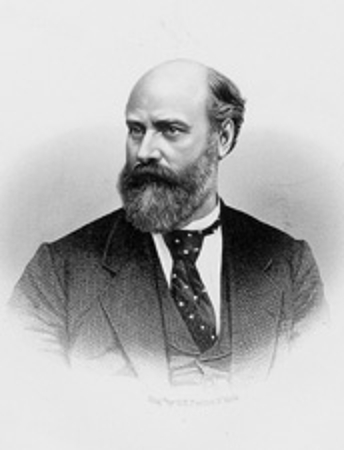
Frederick A. Sawyer

Frederick Adolphus Sawyer (* 12. Dezember 1822 in Bolton, Worcester County, Massachusetts; † 31. Juli 1891 im Claiborne County, Tennessee) war ein US-amerikanischer Politiker (Republikanische Partei), der den Bundesstaat South Carolina im US-Senat vertrat.
Frederick Sawyer besuchte die öffentlichen Schulen seiner Heimat in Massachusetts und anschließend die Harvard University, an der er 1844 seinen Abschluss machte. Danach war er bis 1895 an mehreren Schulen in Neuengland als Lehrer tätig, ehe er die Leitung der staatlichen Normalschule von South Carolina in Charleston übernahm. Nach Ausbruch des Bürgerkrieges lebte er zunächst wieder im Norden, ehe er im Februar 1865 nach Charleston zurückkehrte und sich dort an den Maßnahmen zur Reconstruction beteiligte. Als der Krieg beendet war, wurde er zum Steuerbeauftragten für den zweiten Distrikt South Carolinas ernannt.
Als sein Staat wieder die Zulassung erhielt, Vertreter in den Kongress zu entsenden, wurde Sawyer gemeinsam mit Thomas J. Robertson zum US-Senator gewählt. Er nahm sein Mandat in Washington, D.C. vom 16. Juli 1868 bis zum 4. März 1873 wahr. Während dieser Zeit war er unter anderem Vorsitzender des Bildungsausschusses. Nach seinem Ausscheiden aus dem Senat fungierte Sawyer zwischen 1873 und 1874 als stellvertretender US-Finanzminister unter William Adams Richardson. Anschließend war er bis 1880 beim United States Coast Survey beschäftigt. Von 1880 bis 1887 war er Sonderbevollmächtigter des Kriegsministeriums.
Nach seinem Rückzug aus der Politik übernahm Frederick Sawyer die Leitung einer privaten Vorbereitungsschule in Ithaca im Staat New York. Außerdem erteilte er Studenten der Cornell University Privatunterricht. Er zog schließlich nach Tennessee und wurde Präsident eines landwirtschaftlichen Unternehmens am Cumberland Gap. Diesen Posten hatte er bis zu seinem überraschenden Tod im Juli 1891 inne.